# Quesnelia quesneliana
Quesnelia quesneliana là một loài thực vật có hoa trong họ Bromeliaceae. Loài này được (Brongn.) L.B.Sm. miêu tả khoa học đầu tiên năm 1952.

## Hình ảnh

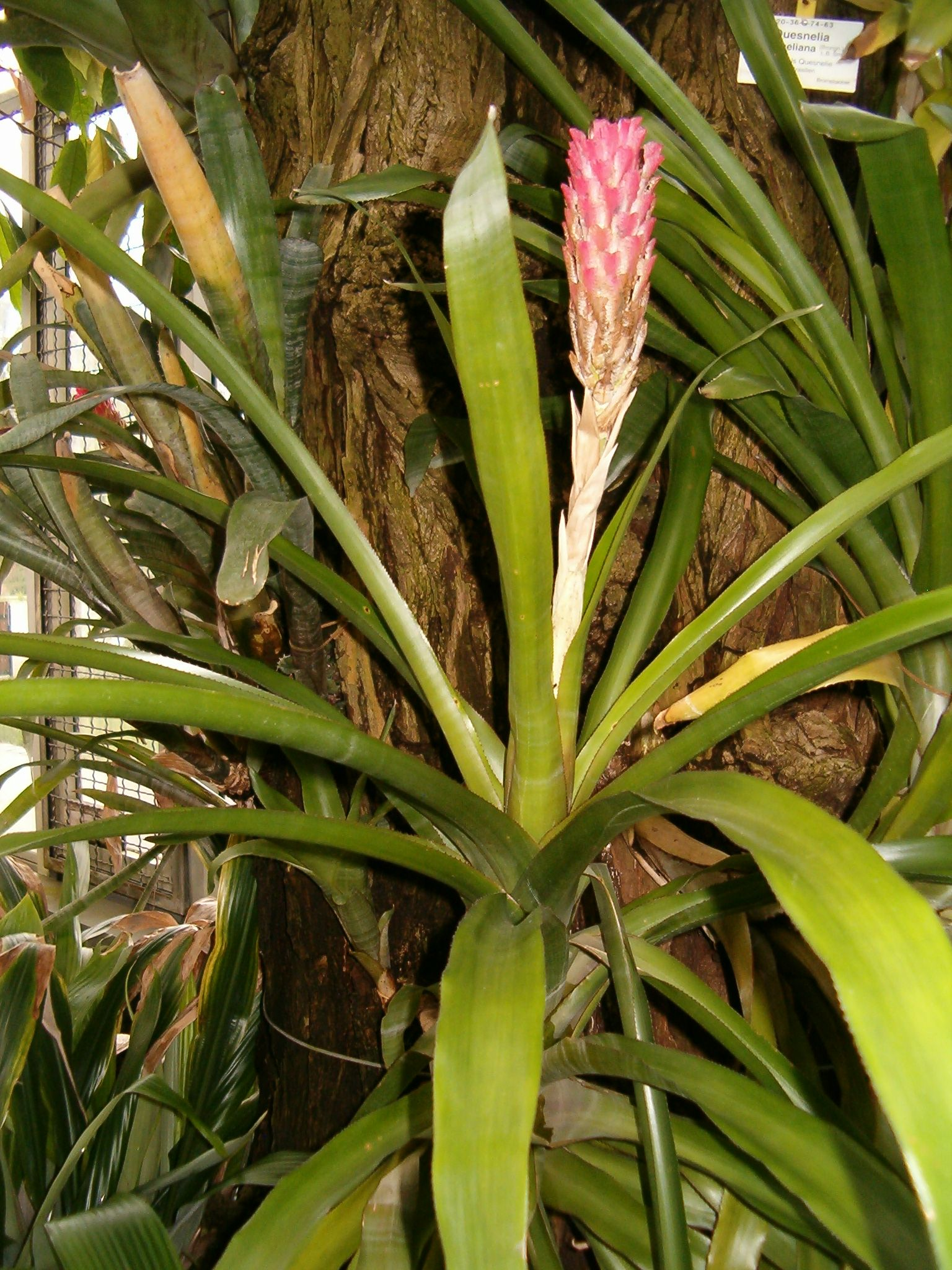
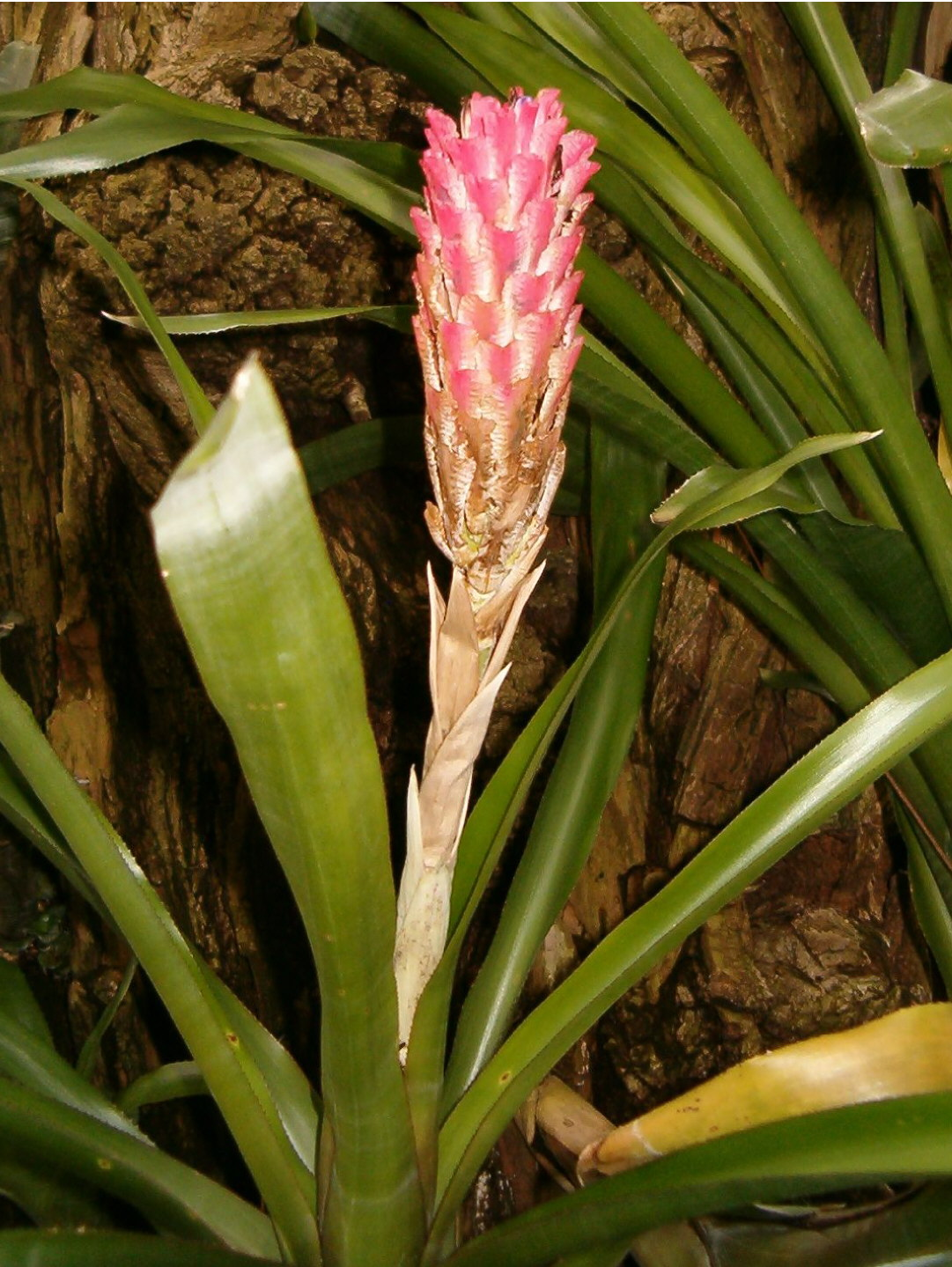
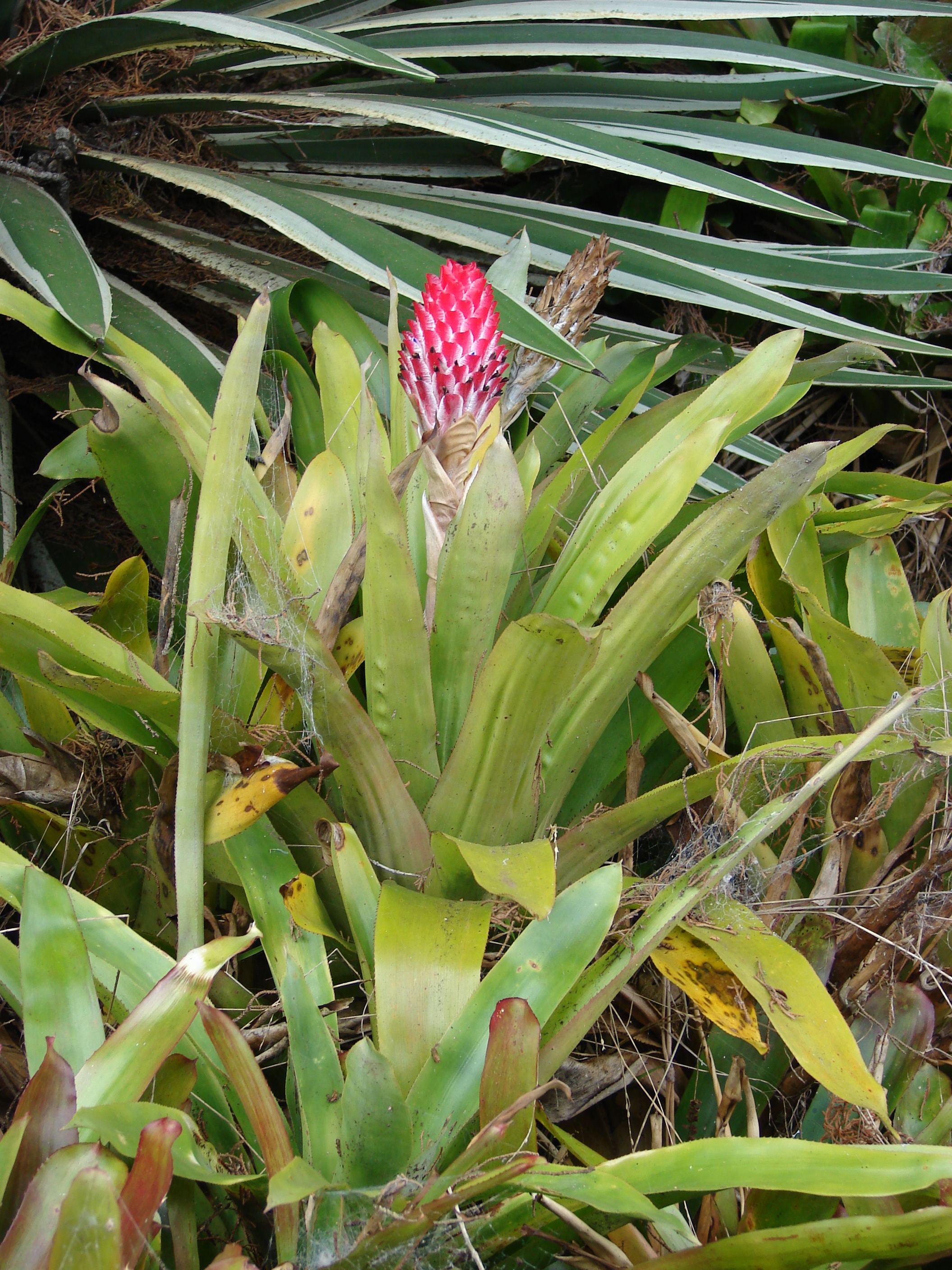
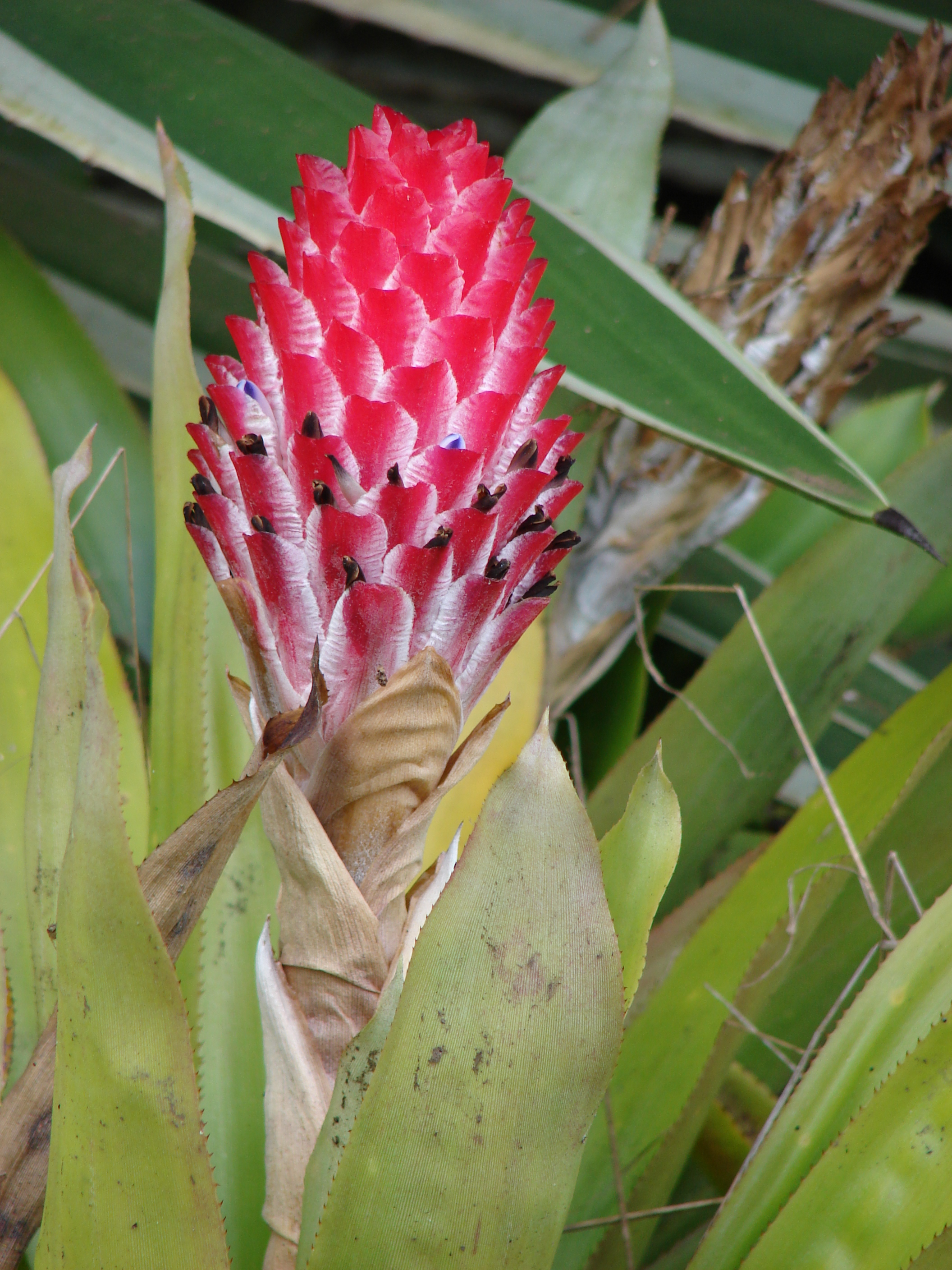